# Олајне
Олајне (лет. Olaine, рус. Олай) је један од значајних градова у Летонији. Олајне је седиште истоимене општине Олајне.

## Природни услови
Олајне је смештен у средишњем делу Летоније, у историјској покрајини Видземији. Од главног града Риге град је удаљен свега 22 километара југозападно.
Град Олајне развио на равничарском подручју, на приближно 10 метара надморске висине.

## Историја
Иако је Олајне релативно млад град (стар око 50ак година) историја старијег села је дуга и богата. Данашњи град је настао субурбанизацијом Риге током друге половине 20. века. Насеље је добило градска права 1967. године.

## Становништво
Олајне данас има приближно 13.000 становника и последњих година број становника расте.
Матични Летонци и Руси имају једнаки удео у становништву Олајна (45%), док остатак чине махом други словенски народи.